# Brinkumer SV
Der Brinkumer SV ist ein Sportverein aus dem Stuhrer Gemeindeteil Brinkum im niedersächsischen Landkreis Diepholz. Der Verein bietet neben Fußball auch Wandern und Gymnastik an.

## Geschichte
Der Verein wurde im Jahre 1924 gegründet. Nach dem Ende des Zweiten Weltkrieges im Jahre 1945 fusionierte der Verein mit dem FTSV Jahn Brinkum zum TSV Brinkum. Am 13. März 1961 wurde diese Fusion wieder gelöst und die beiden Stammvereine wurden jeweils neu gegründet. Im Juli 2020 stimmten die Mitglieder dafür ab, Fusionsverhandlungen mit dem FTSV Jahn aufzunehmen. Bei einer Fusion würde der Brinkumer SV im FTSV Jahn aufgehen. Obwohl Brinkum im Niedersachsen liegt, gehört der Verein dem Bremer Fußball-Verband an und tritt in den Spielklassen dieses Landesverbandes an. 

### Sportlicher Werdegang
Im Jahre 1995 gelang den Brinkumern erstmals der Aufstieg in die seinerzeit noch Verbandsliga genannten höchste Amateurliga. Zwar musste die Mannschaft gleich wieder absteigen, doch schon 1997 gelang der direkte Wiederaufstieg. Zwei Jahre später mussten die Brinkumer erneut hinunter in die Landesliga, ehe es durch die Meisterschaft im Jahre 2003 wieder ins bremer Oberhaus zurückging. In der Saison 2004/05 gelang erstmals der Aufstieg in die viertklassige Oberliga Nord. Zwar wurden die Brinkumer in der Verbandsliga nur Vizemeister hinter dem SC Weyhe. Da dieser auf den Aufstieg verzichtete, rückte der Brinkumer nach. Als Letztplatzierter der Saison 2005/06 musste die Mannschaft die Liga nach einem Jahr wieder verlassen. In der Saison 2008/09 belegte der Brinkumer SV in der Bremen-Liga den ersten Platz und blieb in der Saison ungeschlagen. Allerdings verzichtete der Verein auf den Aufstieg in die Regionalliga.
In der Saison 2012/13 erreichte der Verein als Fünftplatzierter der Bremen-Liga die Aufstiegsrunde zur Regionalliga Nord, da die vier besser platzierten Mannschaften entweder nicht aufstiegsberechtigt waren oder auf einen eventuellen Aufstieg verzichtet hatten. Die Brinkumer beendeten die Aufstiegsrunde jedoch ohne Punktgewinn als Tabellenletzter und verblieben somit in der Bremen-Liga. In der Saison 2014/15 wurden die Brinkumer Vizemeister hinter dem Bremer SV. Da die zweite Mannschaft des BSV wegen mehrfachem Nichtantretens ausgeschlossen wurde, wurde dem Verein die Zulassung für die Saison 2015/16 verweigert, da die Spielordnung des Bremer Verbandes zwei Herrenmannschaften fordert. Der Verein legte Widerspruch ein und argumentierte mit seiner Seniorenmannschaft. Das Sportgericht des Bremer Fußballverbandes gab dem Statt und die Brinkumer blieben Bremen-Ligist.
Die Saison 2017/18 brachte den Brinkumern die zweite Meisterschaft der Bremen-Liga mit einem Punkt Vorsprung auf den FC Oberneuland. Damit erreichte der BSV die Aufstiegsrunde zur Regionalliga Nord. Am letzten Spieltag vergab die Mannschaft durch eine 0:4-Niederlage gegen den VfL Oldenburg den Aufstieg.

### Pokal
Im Bremer Pokal stand die Mannschaft bisher vier Mal im Finale. 2006 ging das Endspiel mit 3:4 gegen den FC Bremerhaven verloren, 2008 unterlag das Team dem FC Oberneuland mit 0:2, 2012 musste man sich erneut gegen den FC Oberneuland mit 0:2 geschlagen geben. 2015 unterlag man dem Bremer SV mit 1:5. Im Jahr 2021 stand man erneut im Pokalfinale und musste sich ein erneutes mal dem Bremer SV geschlagen geben.

### Futsal
Der Brinkumer SV nahm im Futsal zweimal an der Norddeutschen Meisterschaft teil. 2016 und 2017 scheiterten die Brinkumer jeweils im Halbfinale an den Hamburg Panthers.
In der Saison 2016/17 nahm man zu dem an einem ersten Versuch einer Futsal-Verbandsliga in Bremen teil, die Saison konnte auf dem zweiten Platz abgeschlossen werden.

## Statistik

### Erfolge
- Meister der Bremen-Liga: 2009, 2018
- Bremer Pokalfinalist: 2006, 2008, 2012, 2015, 2021

### Platzierungen
Grün unterlegte Platzierungen kennzeichnen einen Aufstieg, rot unterlegte einen Abstieg. Gelb unterlegte Platzierungen zeigen Teilnahmen an Aufstiegsrunden an, die jedoch nicht zum Aufstieg führten.
| Spielzeit | Liga                | Level | Platz |
| --------- | ------------------- | ----- | ----- |
| 1995/96   | Verbandsliga Bremen | V     | 14.   |
| 1996/97   | Landesliga Bremen   | VI    | 0?.   |
| 1997/98   | Verbandsliga Bremen | V     | 09.   |
| 1998/99   | Verbandsliga Bremen | V     | 15.   |
| 1999/2000 | Landesliga Bremen   | VI    | 0?.   |
| 2000/01   | Landesliga Bremen   | VI    | 0?.   |
| 2001/02   | Landesliga Bremen   | VI    | 09.   |
| 2002/03   | Landesliga Bremen   | VI    | 01.   |
| 2003/04   | Verbandsliga Bremen | V     | 05.   |
| 2004/05   | Verbandsliga Bremen | V     | 02. 1 |

| Spielzeit | Liga                | Level | Platz |
| --------- | ------------------- | ----- | ----- |
| 2005/06   | Oberliga Nord       | IV    | 18.   |
| 2006/07   | Verbandsliga Bremen | V     | 04.   |
| 2007/08   | Verbandsliga Bremen | V     | 03.   |
| 2008/09   | Bremen-Liga 2       | V     | 01. 3 |
| 2009/10   | Bremen-Liga         | V     | 04.   |
| 2010/11   | Bremen-Liga         | V     | 08.   |
| 2011/12   | Bremen-Liga         | V     | 09.   |
| 2012/13   | Bremen-Liga         | V     | 05. 4 |
| 2013/14   | Bremen-Liga         | V     | 03.   |
| 2014/15   | Bremen-Liga         | V     | 02.   |

| Spielzeit | Liga        | Level | Platz |
| --------- | ----------- | ----- | ----- |
| 2015/16   | Bremen-Liga | V     | 05.   |
| 2016/17   | Bremen-Liga | V     | 03.   |
| 2017/18   | Bremen-Liga | V     | 01.   |
| 2018/19   | Bremen-Liga | V     | 08.   |
| 2019/20   | Bremen-Liga | V     | 03.   |
| 2020/21   | Bremen-Liga | V     | – 5   |
| 2021/22   | Bremen-Liga | V     | 02.   |
| 2022/23   | Bremen-Liga | V     | 11.   |
| 2023/24   | Bremen-Liga | V     | 14.   |
| 2024/25   | Bremen-Liga | V     | 04.   |

## Persönlichkeiten
- Kevin Artmann
- Goran Barjaktarević
- Mourad Bounoua
- Fabian Burdenski
- Tobias Duffner
- Danny Fütterer
- Hartmut Konschal
- Dirk Lellek
- Uwe Reinders
- Matthias Rose
- Ramien Safi
- Lars Unger